# Attilio Tissi
Attilio Tissi (Vallada Agordina, 9 settembre 1900 – Auronzo di Cadore, 22 agosto 1959) è stato un alpinista, antifascista e politico italiano.

## Biografia
Nacque nella frazione Mas, settimo dei dieci figli di Giuseppe e Antonia Micheluzzi. Di famiglia modesta (conducevano una segheria ad acqua), il padre era però una personalità nota e stimata ed era ricercato dai valligiani per consigli di vario genere, specialmente in ambito legale. Tra i parenti meritano un cenno lo zio Eugenio Tissi (1856-1930), celebre avvocato civilista a Bologna, e l'omonimo fratello (1888-1971), alpino pluridecorato nel corso della Grande Guerra.
Studiò costruzioni presso l'istituto tecnico di Belluno. Trascorse quindi un periodo in Romagna come impiegato in una miniera di zolfo e poi in una cava di marmo. Queste esperienze lo avvicinarono al mondo operaio, facendolo aderire alle idee socialiste.
Amico e collega dell'ingegnere Alberico Biadene, fu soprattutto grazie al suo stimolo se, nel 1930, iniziò la carriera alpinistica scalando con l'amico Giovanni Andrich la cima della Terza Pala di San Lucano. Nei tre anni successivi compì alcune memorabili imprese inaugurando alcune note vie delle Dolomiti agordine.
Appena qualche anno dopo, un grave incidente motociclistico lo costrinse ad abbandonare l'alpinismo estremo.
Durante la seconda guerra mondiale aderì alla Resistenza. Il 1º luglio 1944 divenne, con il nome di "Giacomo", il Commissario politico del Comando Militare provinciale "Piave", comandato da Decimo Granzotto (Rudy). Una unità che coordinava le Divisioni partigiane Nannetti  e "Belluno". Usando a pretesto la sua attività di costruttore poté girare le vallate per recuperare le armi lanciate dagli aerei alleati, ma il 7 novembre 1944 venne scoperto dai tedeschi e arrestato. Subì sevizie e torture sino alla condanna a morte, tentò addirittura il suicidio, ma il 6 dicembre venne liberato da una sortita di partigiani della brigata autonoma "7º alpini" e messo in salvo.
Dopo il conflitto fu nominato presidente della provincia di Belluno per poi entrare al Senato della Repubblica in occasione della I Legislatura. Fu inoltre consigliere comunale a Belluno e segretario provinciale del Partito Socialista Democratico Italiano.
Morì durante un banale incidente alpinistico mentre, con la moglie, discendeva la Torre Lavaredo. Fu sepolto nel cimitero del paese natale, presso la chiesa di San Simon.

## Riconoscimenti
- Il CAI di Belluno ha intitolato ad Attilio Tissi l'omonimo rifugio in vetta al Col Reàn a 2250 metri sulla parete nord del monte Civetta.[5]
- Le città di Agordo e Belluno gli hanno dedicato una strada.
- Il comune di Vallada Agordina lo ricorda con la seguente lapide affissa alla Chiesa di San Simon: